# Ejforija
Ejforija (russisk: Эйфория) er en russisk spillefilm fra 2006 af Ivan Vyrypajev.

## Medvirkende
- Polina Agurejeva som Vera
- Maksim Usjakov som Pavel
- Mikhail Okunev som Valerij
- Aleksandr Vdovin
- Vjatjeslav Kokorin som Mitritj